# Innitagnostus
Innitagnostus là một chi bọ ba thùy thuộc bộ Agnostida, đã từng tồn tại ở nơi nay là Queensland, Australia. Nó đã được mô tả bởi Öpik, 1967, và loài đặc trưng là Innitagnostus innitens.